# Tschechische U20-Eishockeynationalmannschaft
Die tschechische U20-Eishockeynationalmannschaft vertritt den Eishockeyverband Tschechiens im Eishockey in der U20-Junioren-Leistungsstufe bei internationalen Wettbewerben. Sie wurde 2000 und 2001 Weltmeister ihrer Altersklasse.

## Geschichte

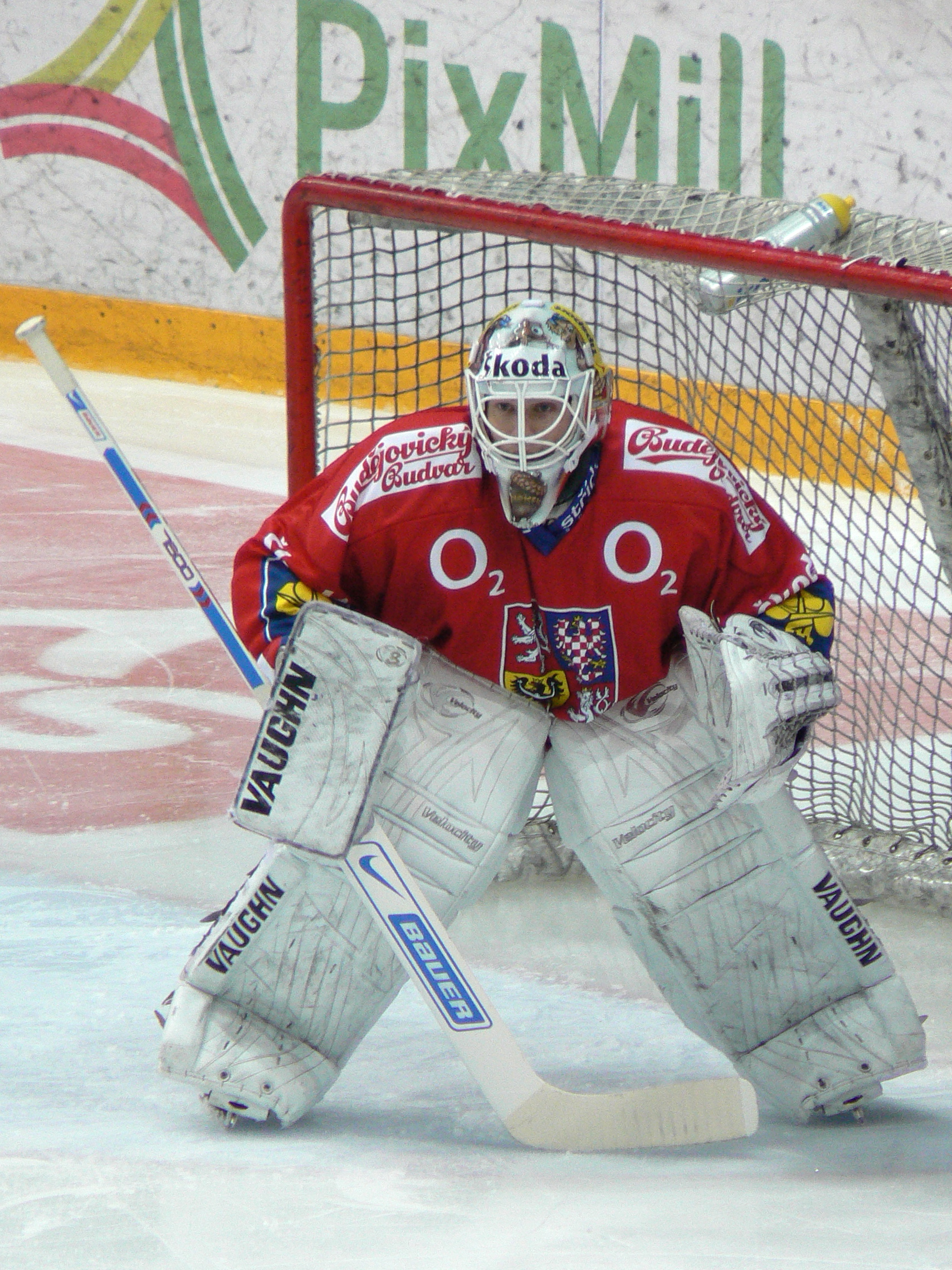
Tomáš Duba war 2000 und 2001 an beiden WM-Titeln der tschechischen Junioren beteiligt und wurde 2001 als bester Torhüter des Turniers geehrt.

Die tschechische U20-Eishockeynationalmannschaft ging 1993 aus der tschechoslowakischen U20-Eishockeynationalmannschaft hervor, die bis zur Aufspaltung des Landes bestand. Sie nahm erstmals 1994 an der Weltmeisterschaft teil. Bis einschließlich 1998 deckte die U20-Nationalmannschaft den kompletten Juniorenbereich bei den Weltmeisterschaften ab, während die U19-Nationalmannschaft an den Junioren-Europameisterschaften teilnahm. Seit der Einführung der U18-Weltmeisterschaften 1999 vertritt die U20-Nationalmannschaft Tschechiens bei Weltmeisterschaften ausschließlich die Leistungsstufe der U20-Junioren.
Die tschechische U20-Nationalmannschaft gehört zu den stärksten der Welt. Sie spielt seit ihrer Gründung durchgängig erstklassig und liegt im ewigen Medaillenspiegel im Anschluss an die U20-WM 2016 auf Rang sechs mit zwei Weltmeistertiteln und einer Bronzemedaille. Nachdem bei den ersten sechs eigenständigen WM-Teilnahmen keine Medaillen gewonnen werden konnten, gelangen den Tschechen bei den Titelkämpfen 2000 in Schweden und 2001 in Russland gleich zwei Weltmeistertitel in Folge. 2005 folgte mit Platz drei in den Vereinigten Staaten der dritte Medaillengewinn. Rechnet man die Erfolge der Tschechoslowakei hinzu, in deren IIHF-Mitgliedschaft der tschechische Verband nachgefolgt ist, so sind neben den zwei Weltmeistertiteln zudem insgesamt sechs Silber- und neun Bronzemedaillen zu verzeichnen.

## WM-Platzierungen
- 1974–1993 – siehe Tschechoslowakei
- 1994 – 5. Platz
- 1995 – 6. Platz
- 1996 – 4. Platz
- 1997 – 4. Platz
- 1998 – 4. Platz
- 1999 – 7. Platz
- 2000 – Goldmedaille
- 2001 – Goldmedaille
- 2002 – 7. Platz
- 2003 – 6. Platz
- 2004 – 4. Platz
- 2005 – Bronzemedaille
- 2006 – 6. Platz
- 2007 – 5. Platz
- 2008 – 5. Platz
- 2009 – 6. Platz
- 2010 – 7. Platz
- 2011 – 7. Platz
- 2012 – 5. Platz
- 2013 – 5. Platz
- 2014 – 6. Platz
- 2015 – 6. Platz
- 2016 – 5. Platz
- 2017 – 6. Platz
- 2018 – 4. Platz
- 2019 – 7. Platz
- 2020 – 7. Platz
- 2021 – 7. Platz
- 2022 – 4. Platz
- 2023 – Silbermedaille
- 2024 – Bronzemedaille
- 2025 – Bronzemedaille

### Kader der Weltmeisterteams
| Weltmeister 2000 | Jan Boháč, Jiří David, Tomáš Duba, David Hájek, Martin Havlát, Martin Holý, Tomáš Horna, Zbyněk Irgl, Josef Jindra, Milan Kraft, Jaroslav Kristek, Angel Krstev, Zdeněk Kutlák, Václav Nedorost, Vladimír Novák, Libor Pivko, Michal Sivek, Zdeněk Šmíd, Jan Sochor, Jaroslav Svoboda, Petr Svoboda, Josef Vašíček Trainerstab: Jaroslav Holík, Radomír Daněk, Miroslav Rákosník, Radim Rulík |

| Weltmeister 2001 | Zdeněk Blatný, Pavel Brendl, Jan Chotěborský, Lukáš Čučela, Jakub Čutta, Tomáš Duba, Martin Erat, Jakub Grof, Lukáš Havel, Rostislav Klesla, Patrik Moskal, Václav Nedorost, David Nosek, Tomáš Plekanec, David Pojkar, Ivan Rachůnek, Michal Sivek, Marek Tomica, Libor Ustrnul, Ladislav Vlček, Radim Vrbata, Jan Výtisk Trainerstab: Jaroslav Holík, Pavel Hynek |

## Trainerstab
| Jahr | Trainer                                                       |
| ---- | ------------------------------------------------------------- |
| 1993 | Ján Šterbák, Vladimír Vůjtek                                  |
| 1994 | Vladimír Vůjtek, Jaroslav Jágr                                |
| 1995 | Jaroslav Jágr, Vladimír Vůjtek                                |
| 1996 | Slavomír Lener, Vladimír Martinec                             |
| 1997 | Vladimír Martinec, Ladislav Svozil                            |
| 1998 | Vladimír Martinec, Ladislav Svozil                            |
| 1999 | Vladimír Martinec, Ladislav Svozil                            |
| 2000 | Jaroslav Holík, Radomír Daněk, Miroslav Rákosník, Radim Rulík |
| 2001 | Jaroslav Holík, Pavel Hynek                                   |
| 2002 | Jaroslav Holík, Pavel Hynek                                   |
| 2003 | Jaroslav Holík, Jiří Kalous                                   |
| 2004 | Petr Husicka, Mojmír Trličík                                  |
| 2005 | Alois Hadamczik, Mojmír Trličík                               |
| 2006 | Radim Rulík, Jan Votruba, Radomír Daněk                       |
| 2007 | Vladimír Bednář, Mojmír Trličík, Radomír Daněk                |
| 2008 | Miloslav Hořava senior, Ondřej Weissmann, Radim Rulík         |
| 2009 | Marek Sýkora, Zdeněk Moták, František Musil                   |
| 2010 | Jaromír Šindel, Zdeněk Moták                                  |
| 2011 | Miroslav Přerost, Terry Christensen, Jiří Fischer             |
| 2012 | Miroslav Přerost, Jiří Juřík, Jiří Fischer                    |
| 2013 | Miroslav Přerost, Jiří Juřík, Josef Melichar                  |
| 2014 | Miroslav Přerost, Jiří Juřík, Jaroslav Kameš, Pavel Trnka     |
| 2015 | Miroslav Přerost, Jiří Juřík, Pavel Trnka                     |
| 2016 | Jakub Petr, Petr Svoboda                                      |
| 2017 | Jakub Petr, Petr Svoboda                                      |
| 2018 | Filip Pesan, Rostislav Vlach, Miroslav Přerost                |
| 2019 | Václav Varaďa, Patrik Eliáš, Aleš Krátoška und Radek Jirátko  |
| 2020 | Václav Varaďa, Patrik Eliáš, Aleš Krátoška und Radek Jirátko  |
| 2021 | Karek Mlejnek, David Bruk, Pavel Trnka und Martin Láska       |
| 2022 | Radim Rulík, Jiří Kalous und Marek Židlický                   |
| 2023 | Radim Rulík, Jiří Kalous und Marek Židlický                   |
| 2024 | Patrik Augusta, Robert Reichel und Pavel Trnka                |
| 2025 | Patrik Augusta, Ladislav Šmíd, Robert Reichel und Igor Horyl  |